# My Neck, My Back (Lick It)
My Neck, My Back (Lick It) е песен на американската рапърка Кая, която излиза през април 2002 г. като пилотен сингъл от дебютния ѝ албум „Thug Misses“.

## Запис
„My Neck, My Back (Lick It)“ е мръсен рап, а според сайта Keakie.com тя е клубна песен с нисък бийт. Автор на текста е самата Кая и Едуард Мериуедър.

## Клип
Видеоклипът към песента е режисиран от Даян Мартел и излиза на бял свят през пролетта на 2002 година. Във Великобритания медиите излъчват различен клип, в който не се появява Кая. Вместо това в него съблазнителен танц изпълняват оскъдно облечени моделки, миещи джип „Хамър“.

## Други изпълнения
През 2015 година американската певица Майли Сайлър изпълнява песента на парти на „Адълт Суим“. Изпълнението ѝ привлича вниманието на самата Кая, която се изказва ласкаво за него.

## Позиции
| Класация                            | Най-висока позиция |
| ----------------------------------- | ------------------ |
| Великобритания (Ю Кей Сингълс Чарт) | 4                  |
| Германия (ГФК)                      | 29                 |
| САЩ (Билборд Хот 100)               | 42                 |